# Seznam cerkvenih očetov
Seznam cerkvenih očetov.
Zahodno krščanstvo (katoličani in protestanti) na splošno zaključuje patristično dobo na Zahodu s svetim Izidorjem Seviljskim, na Vzhodu pa s svetim Janezom Damaščanom, ki je umrl leta 749. Vzhodna pravoslavna cerkev pa meni, da se patristična doba še kar nadaljuje v bizantinsko obdobje in dalje. Tako je sledeči seznam razdeljen na dva dela.

## Do Janeza Damaščana
| Cerkveni oče              | Datum smrti                   | Opombe |
| ------------------------- | ----------------------------- | --- |
| Aleksander Aleksandrijski | 328                           | aleksandrijski patriarh, borec zoper arijanstvo |
| Aleksander iz Likopolisa  | 4. stoletje                   | |
| Ambrož Milanski           | 397                           | cerkveni učitelj, strogo je nasprotoval arianizmu |
| Amfilohij iz Ikonija      | pred 403                      | |
| Anastazij Sinajski        | 7. stoletje                   | |
| Andrej Cezarejski         | 6. stoletje                   | komentarji k Razodetju |
| Andrej Kretski            | 8. stoletje                   | avtor 250-kitičnega Velikega kanona |
| Afraat                    | 367                           | mezopotamijski škof, ki je napisal 23 pridig |
| Anton Puščavnik           | 356                           | |
| Apolinarij iz Laodikeje   |                               | |
| Apolonij Efeški           | 210                           | |
| Arhelaj                   |                               | pisal proti manihejstvu |
| Aristid Atenski           | 134                           | |
| Ariston iz Pele           | 2. stoletje                   | |
| Arnobij                   | 330                           | avtor dela Proti poganom |
| Arsenij Veliki            | 445                           | |
| Aspringij iz Beje         |                               | komentarji k Razodetju |
| Asterij Amasejski         | 405                           | napisal pridige o morali, vključno s temami, kot so ločitev, pohlep, ter tudi o prilikah Jezusa Kristusa                                                                                     |
| Atanazij Veliki           | 373                           | aleksandrijski patriarh, cerkveni učitelj |
| Atenagora Atenski         | 190                           | pisal v bran vstajenja mrtvih |
| Atik Konstantinopeljski   | 420-a                         | |
| Avguštin Hiponski         | 430                           | cerkveni učitelj |
| Avrelij Modri             |                               | |
| Avit Vienski              | 523                           | avtor pesmi v petih knjigah De spiritualis historiae gestis, spreobrnil kralja Sigismunda, borec proti arianizmu                                                                             |
| Barnaba                   | 61                            | apostol in sodelavec svetega Pavla |
| Bazilij Veliki            | 379                           | cerkveni učitelj in eden izmed treh svetih prvakov, oče meništva |
| Beda Častitljivi          | 735                           | cerkveni učitelj in avtor Cerkvene zgodovine angleškega ljudstva |
| Benedikt Nursijski        | 547                           | najbolj znan po Pravilu svetega Benedikta, oče zahodnega meništva |
| Boetij                    | 520-a                         | avtor Utehe filozofije |
| Braulij iz Saragosse      | 651                           | komentarji k Psalmom |
| Celij Marljivi            | 5. stoletje                   | |
| Cezarij iz Arlesa         | 542                           | komentarji k Razodetju |
| Ciprijan Kartaginski      | 258                           | |
| Ciril Aleksandrijski      | 444                           | cerkveni učitelj, borec proti nestorijanstvu |
| Ciril Jeruzalemski        | 386                           | cerkveni učitelj, ki je napisal natančna navodila za katehumene in krščene kristjane |
| Damaz I.                  | 384                           | papež |
| Didim Slepi               | 398                           | učitelj svetega Hieronima in Rufina Oglejskega, privrženec Origena, nasprotnik arianizma in makedonizma, njegova dela so bila obsojena na 2. carigrajskem koncilu in 3. carigrajskem koncilu |
| Diodor iz Tarza           | 390                           | |
| Dionizij                  | 268                           | papež, borec proti sabelijanizmu |
| Dionizij Aleksandrijski   | 265                           | |
| Dionizij Areopagit        |                               | |
| Dionizij Korintski        | 2. stoletje                   | |
| Efrem Sirski              | 373                           | cerkveni učitelj |
| Ekumenij                  | 6. stoletje                   | avtor prvega obstoječega grškega komentarja o Razodetju |
| Epifan iz Salamine        | 403                           | prijatelj svetega Hieronima, ki je strogo nasprotoval origenizmu, napisal je zgodovino krivoverstev                                                                                          |
| Evherij Lyonski           | 449                           | |
| Evgipij                   | 6. stoletje                   | |
| Evzebij Cezarejski        | 339                           | |
| Evzebij iz Emese          | 360                           | komentarji k 1. Mojzesovi knjigi |
| Evzebij iz Vercelija      | 371                           | |
| Filip Duhovnik            |                               | komentarji k Jobu |
| Filoksen iz Hierapolisa   | 6. stoletje                   | avtor 13-ih asketskih razprav, ki nasprotujejo nestorijanizmu, manihejstvu in markionizmu |
| Firmilijan                | 269                           | |
| Fulgencij iz Ruspe        | 6. stoletje                   | |
| Gaj Marij Viktorin        | 4. stoletje                   | borec proti arianizmu |
| Genadij iz Masilije       | 496                           | |
| Gregor I. Veliki          | 604                           | papež, cerkveni učitelj, avtor Dialogov |
| Gregor Čudodelnik         | 270                           | |
| Gregor Nazianški          | 389                           | cerkveni učitelj, eden izmed treh pravoslavnih svetnikov, čaščenih z nazivom Teolog, eden izmed treh svetih prvakov                                                                          |
| Gregor iz Nise            | 394                           | |
| Gregor iz Toursa          | 594                           | |
| Hadrijan                  |                               | antiohijski menih, napisal je rokopis o antiohijski metodi svetopisemske eksegeze |
| Hananija iz Širaka        | 7. stoletje                   | napisal delo o božiču in o veliki noči |
| Hegezip Palestinski       | 180                           | judovski spreobrnjenec, ki se je boril proti gnosticizmu in markionizmu |
| Hermij                    | 3. stoletje                   | |
| Hezihij Jeruzalemski      | 5. stoletje                   | |
| Hieronim                  | 420                           | cerkveni učitelj |
| Hilarij iz Poitiersa      | 367                           | cerkveni učitelj |
| Hipolit Rimski            | 235                           | svetnik, mučenec, filozof in protipapež |
| Ignacij Antiohijski       | 107                           | |
| Irenej Lyonski            | konec 2., začetek 3. stoletja | cerkveni učitelj |
| Izak iz Niniv             | 700                           | asketski avtor mnogih duhovnih pridig, ki komentirajo Psalme |
| Izidor Peluzijski         | 449                           | avtor 2000-ih pisem, ki primarno obravnavajo alegorično eksegezo |
| Izidor Seviljski          | 636                           | cerkveni učitelj |
| Jakob iz Seruga           | 521                           | znan tudi kot Mar Jakob |
| Janez Damaščan            | 749                           | cerkveni učitelj, avtor Natančne razlage prave vere ter asketskih in eksegetičnih spisov in hvalospevov                                                                                      |
| Janez Kasijan             | 435                           | |
| Janez Klimak              | 606                           | |
| Janez Krizostom           | 407                           | cerkveni učitelj, eden izmed treh svetih prvakov |
| Julij Firmicij Matern     | 4. stoletje                   | |
| Julijan Pomerij           |                               | avtor dela De vita contemplativa, ki obravnava krščansko svetništvo |
| Justin                    | 165                           | |
| Juvenk                    | 4. stoletje                   | |
| Kaj                       | 3. stoletje                   | |
| Kasiodor                  | 585                           | |
| Klemen Aleksandrijski     | 210-a                         | |
| Klemen Rimski             | 101                           | papež |
| Kolumba iz Iona           | 597                           | |
| Komodijan                 | 3. stoletje                   | |
| Kromacij Oglejski         | 407                           | napisal pridige o Evangeliju po Mateju |
| Kvadrat Atenski           | 2. stoletje                   | napisal izgubljeno opravičilo cesarju Hadrijanu |
| Laktancij                 | 320                           | |
| Leon I. Veliki            | 461                           | papež, cerkveni učitelj |
| Leoncij iz Bizanca        | 543                           | |
| Lucifer                   | 370                           | borec proti arianizmu in branilec Atanazija Aleksandrijskega na Milanskem koncilu (354) |
| Lukijan Antiohijski       | 312                           | |
| Makarij Aleksandrijski    | 395                           | |
| Makarij Egipčanski        | 391                           | |
| Maksim Spoznavalec        | 662                           | |
| Maksim Turinski           | 465                           | |
| Malhion                   |                               | igral ključno vlogo pri odstavitvi Pavla iz Samosate |
| Marij Trgovec             | 451                           | naredil zbirki o nestorianizmu in pelagijanizmu |
| Mark Minucij Feliks       |                               | Avtor dela Oktavijan |
| Martin iz Brage           | 4. stoletje                   | komentarji k Psalmom |
| Martin iz Toursa          | 397                           | |
| Matet                     |                               | avtor Pisma Diognetu |
| Meletij Antiohijski       | 381                           | |
| Melito iz Sardisa         | 180                           | avtor pomembne pridige O pashi, ki obravnava povstajenska prikazovanja Jezusa Kristusa |
| Metod Olimpski            | 311                           | borec proti origenizmu |
| Mojzes iz Korene          | 490                           | avtor Zgodovine Armenije |
| Nektarij Carigrajski      | 398                           | |
| Nicet iz Remezijane       |                               | zavetnik Romunije, napisal komentarje k Psalmom |
| Nil Sinajski              | 430                           | |
| Non                       | 5. stoletje                   | |
| Novacijan                 | 258                           | komentarji k Psalmom |
| Optat                     | 4. stoletje                   | borec proti donatizmu |
| Origen                    | 254                           | krščanski učenjak in mučenec, posmrtno izobčen na 2. carigrajskem koncilu (533), na Vzhodu njegovo učenje večinoma velja za heretično, na Zahodu so ga rehabilitirali.                       |
| Orozij                    | 420                           | |
| Pacijan Barcelonski       | 391                           | borec proti novacianizmu |
| Pahomij                   | 348                           | oče cenobitskega meništva |
| Paladij iz Helenpolisa    | 5. stoletje                   | |
| Pamfil Cezarejski         | 309                           | |
| Panten                    | 214                           | prvi, ki je naredil aleksandrijsko katehetsko šolo slavno |
| Papija iz Hierapolisa     | 155                           | učenec Janeza Evangelista in Aristona |
| Patrik                    | 5. stoletje                   | apostol Irske |
| Pavlin Nolanski           | 431                           | |
| Peter Aleksandrijski      | 311                           | aleksandrijski patriarh, borec proti arijanstvu |
| Peter Krizolog            | 450                           | cerkveni učitelj |
| Pojmen                    |                               | komentarji k Psalmom |
| Polikarp iz Smirne        | 155                           | |
| Proherezij                | 367                           | |
| Prokel Carigrajski        | 440-a                         | |
| Prosper Akvitanski        | 455                           | |
| Psevdo-Dionizij Areopagit |                               | avtor del Božja imena, Skrivna teologija, Nebeška hierarhija, Cerkvena hierarhija in izgubljenega Teološkega načrta; pogosto citiran v delu Summa theologica svetega Tomaža Akvinskega       |
| Rabula                    | 435                           | asketski in odločni škof Edese in zaveznik svetega Cirila Aleksandrijskega, ki je nasprotoval krivoverskim naukom Nestorija                                                                  |
| Roman Pevec               | 556                           | |
| Rufin Oglejski            | 410                           | prijatelj svetega Hieronima in nadaljevalec Evzebije Cezarejskega |
| Sahdona                   |                               | komentarji k Psalmom |
| Salvijan                  | 490-a                         | galski avtor dela O Božji vladavini |
| Sever Antiohijski         | 6. stoletje                   | |
| Severijan iz Gabale       | 408                           | komentarji k 1. Mojzesovi knjigi ter 1. in 2. pismu Korinčanom |
| Sekst Julij Afričan       | 3. stoletje                   | |
| Sidonij Apolinaris        |                               | |
| Sofronij                  | 638                           | |
| Sokrat Carigrajski        | 5. stoletje                   | |
| Sozomen                   | 450                           | |
| Sulpicij Sever            | 420                           | učenec in življenjepisec svetega Martina iz Toursa, avtor Zgodovine Cerkve |
| Sinezij iz Cirene         | 414                           | |
| Tacijan Sirski            | 185                           | |
| Teodor iz Mopsuestije     | 428                           | komentarji k Apostolskim delom in 1. ter 2. pismu Korinčanom |
| Teodoret iz Cira          | 457                           | nadaljevalec Evzebije Cezarejskega |
| Teodot iz Ankire          | 4. stoletje                   | |
| Teofil Antiohijski        | 180-a                         | prvi znani pisec, ki je uporabil izraz Trojica |
| Teotim                    | 407                           | |
| Tertulijan                | 222                           | krščanski učenjak, ki je zaradi svojega rigorizma umrl kot montanist |
| Tikonij                   | 390                           | komentarji k Razodetju; sedem načel za razlaganje iz njegove Knjige pravil je navdihnilo svetega Avguština iz Hipona                                                                         |
| Valerijan iz Kimieza      |                               | komentarji k Psalmom |
| Venancij Fortunat         | 600-a                         | napisal pesem o veliki noči |
| Viktor Antiohijski        |                               | komentarji k Evangeliju po Marku |
| Viktorin Ptujski          | 303                           | avtor del O stvarjenju sveta ter Komentar k Razodetju blaženega Janeza |
| Vincencij Lerinški        | 450                           | |
| Zefirin                   | 217                           | papež, komentarji k Psalmom |
| Zenon Veronski            | 371                           | |

## Po Janezu Damaščanu (bizantinski pisci)
| Cerkveni oče         | Datum smrti  | Opombe                                                                          |
| -------------------- | ------------ | ------------------------------------------------------------------------------- |
| Atanazij Antonit     | 1000         |                                                                                 |
| Gregor Palamas       | 1359         | steber pravoslavja in branilec hezihazma                                        |
| Inocenc iz Aljaske   | 1879         | njegova Pot v Nebeško kraljestvo se pogosto uporablja kot pravoslavni katekizem |
| Marko iz Efeza       | 1444         | steber pravoslavja                                                              |
| Nikolaj Kabazilas    | 1391         |                                                                                 |
| Fotij I. Carigrajski | 893          | steber pravoslavja in avtor Biblioteke                                          |
| Simeon Metafrast     | 10. stoletje |                                                                                 |
| Simeon Novi teolog   | 1022         | eden izmed treh pravoslavnih svetnikov, imenovan Teolog                         |
| Teodor Preučevalec   | 826          |                                                                                 |
| Teofan Samotar       | 1894         |                                                                                 |